# حوزه انتخابیه یازدهم ویرجینیا
حوزه انتخابیه یازدهم ویرجینیا یک حوزه انتخابیه مجلس نمایندگان آمریکا است که در ایالت ویرجینیا قرار دارد.